# 공증사무소
공증사무소란 공증인법에 의거 공증업무를 하는 사무소로써 임명공증인의 사무실, 공증인가의 사무실로 나뉜다.

## 공증사무소의 업무
공증사무소는 공증업무를 하는 사무소로써 촉탁인이 공증을 받고자 할 때 공증사무소로 가서 공증을 받는다. 공증사무소는 이때 공증수수료, 보관비, 여비등을 받으며 촉탁인이 청구한 공증을 하여야 한다. 공증후 공증서류 사본을 만들어 1부는 공증사무소에 보관하며 1부는 촉탁인에게 준다. (만일 공정증서에서 채권자, 채무자가 나뉠경우 채권자에게는 정본(원본)을 주고 채무자에게는 사본을 부여한다.) 이때 서류의 보관은 공증인법에 의거하여 보관하며 기간이 지난 서류는 폐기시 폐기목록을 작성하여 소속 지방검찰청검사장에게 신고하여야 한다. 또한 만일 특별한 사유가 있어 보존이 필요하다고 판단하는 공증서류는 그 사유가 존속하는 동안 서류를 보관하여야 한다. 또한 공증사무소는 공정증서의 집행문을 부여한다. 이때 공증인은 집행문 부여시 공정증서정본, 신분증을 확인한후 1~2만원을 받고 집행문을 발급하여 촉탁인에게 부여한다.

## 공증사무소의 업무시간
임명공증인사무소나 공증인가는 평일 09:00~18:00까지 하며 주말에는 업무를 하지 않는다.

## 공증사무소의 공증수수료
공증수수료의 경우 공증인법에 의거 다음과 같다.
공정증서
- 200만원 까지: 11,000원

- 500만원 까지: 22,000원

- 1,000만원까지: 33000원

- 1,500만원까지: 44000원

- 1,500만원 초과시: 초과액의 3/2000가산

- 19억 8,300만원 초과시: 3000,000원 (상한액)

- 계산식: (목적가액x0.0015)+21,500

사서증서 인증
-목적가액이 정해지지 않는 경우
- 12,500원 (확인서, 진술서)

- 27,750원 (각서, 차용증, 양도증서)

- 40,750원 (계약서, 합의서, 협약서)

-목적가액이 정해진 경우
- 계산식: {(목적가액*0.0015)+21,500}*1/2

-6억 5,200만원 초과시
- 500,000만원 (상한액)

-위임장
- 3,000원

-초청장
- 12,500원

-신원보증서
- 25,750원

-영문 사서증서 인증
- 위 수수료의 2배

-번역인증
- 12,500원 (외국어-한글)

- 25,000원 (한글-외국어)

-정관 (5,000만원까지)
- 80,000원

-정관(5,000만원 초과시)
- (출자금액x0.0005)+55,000원

-확정일자
- 1,000원

-열람료
- 1,000원 (회당)

-집행문
- 10,000원~20,000원

## 공증시 촉탁인의 구비서류
- 공증을 하려는 서류 (계약서, 합의서, 각서, 차용증, 합의서, 진술서, 약속어음, 정관록, 회의록등)2장[1장은 공증사무소에서 보관되며 1장은 공증을 받는 촉탁인에게 교부]

- 공증을 촉탁한 촉탁인의 신분증(주민등록증, 운전면허증등)

- 공증하는 당사자의 도장

- 대리인 참석시 불참자의 인감증명서와 위임장(위임장은 불참자의 인감도장날인)

## 공정증서의 공증 절차
공정증서의 경우 채권자, 채무자 모두 출석시 차용증, 약속어음 원본제시후 공증인의 안내에 따라 촉탁서를 작성한후 공증인은 촉탁인에게 교부할 등본을 만들어 채권자, 채무자의 서명을 하게 하며 공증인은 공증의 내용을 촉탁인(채권자, 채무자)에게 확인시켜주며 서류에 공증인의 서명과 날인을 한다. 서류준비가 완료되면 공증인은 채권자에게 정본을 부여하고 채무자에게 등본을 부여한다. 공증인은 수수료를 받고 영수증을 주며 공정증서원본은 간인 후  서류보관창고에 보관을 한다.

## 사서증서의 절차
사서증서는 사서증서의 진정성립을 증명하기 위한 공증이다. 진정성립이란 문서가 작성자에 의사에 따라 진실로 작성되었고, 작성자의 의사와 무관하게 다른 사람에 의하여 위조되거나 변조되지 않았다는 뜻이다. 사서증서의 인증은 촉탁인으로 하여금 공증사무소로 가서 공증인이 보는 앞에서 사서증서에 서명 또는 날인을 본인이나 대리인으로 하여 확인하게 한 후 그 사실을 증서로 적어주는 것이다. 사서증서에 이러한 인증을 받는 경우 촉탁인이 서명 또는 날인한 사실이 증명되는 것이며 판례도 이 점을 분명하게 하고 있다. 사서증서의 인증을 받고자 할 때 촉탁인은 사문서와 도장(서명으로 하여도 됨 서명으로 할 경우 지참하지 않아도 됨), 신분증(주민등록증, 운전면허증)을 가지고 공증사무소로 가서 사문서를 제시한 후 사문서에 서명이나 날인을 한다. 이때 사문서는 완전히 완성된 것이여야 한다. 사문서에 서명날인을 하면 공증인은 인증서 라고 적힌 표지를 스테이플러로 만들며 등본을 만들어 준다. 원본1부는 촉탁인 사본1부는 공증사무실에서 보관하며 공증서류의 보존에 관한 규칙에 의거 3년간 공증사무소에서 보관한다. 대표적인 사서증서 인증은 진술서, 각서, 합의서, 차용증, 협의서, 정관이 있다.

## 공증사무소에서 공증서류 보관 기간
공증사무소에서의 공증서류 보관기간은 공증서류의 보존에 관한 규칙에 의거 다음과 같다.
- 증서원부: 25년

- 약속어음공정증서원본: 10년

- 확정일자부: 15년

- 사서증서와 인증서 사본: 3년

- 거절증서등본 및 송달관계서류: 10년

- 그 외의 기타서류: 3년

## 공증서류의 보관
공증서류는 공증서류의 보존에 관한 규칙에 의거하여 서류보관창고에 보관하여야 한다. 서류보관창고의 기준은 다음과 같다.
서류보관창고의 시설기준(제4조제3항관련) 
```
  *1. 크기는 바닥면적 16.5m
2
 이상, 높이는 2m 이상, 용적은 33m
3
 이상으로 할    
 것      
                                                                   
  *2. 벽은 다음 각목의 1에 해당하는 구조체로 할 것                            
    가. 두께 200mm 이상의 2중 내화벽돌                                       
    나. 두께 150mm 이상의 철근 콘크리트조 구조체                             
    나. 두께 2mm 이상의 철판 2장 사이에 두께 25mm이상의 세라믹 화이버보드    
 와 두께 75mm이상의 고온용 시리카보드를 삽입한 전체 두께 104mm이상의 구      
 조체(비내력벽의 경우에 한한다)                                              
    라. 내화능력을 시험할 수 있는 국가기관 또는 국가공인기관으로부터 1,01    
 0℃의  대한 2시간 이상의 내화 및 이면온도 180℃ 미만 유지의 성능을 인       
 정받고 도난방지 성능이 위 각 기준에 상당한 구조체 
                         
  *3. 문은 양면에 각각 두께 2mm 이상의 철판을 붙이고 그 사이에 두께 25mm 이   
 상의 세라믹 화이버보드와 두께 75mm 이상의 고온용 시리카보드를 삽입하여      
 전체두께가 104mm 이상이 되도록 하고, 2중 시정장치를 할 것                   
  
  *4. 선반은 내화자재로 제작할 것
                                            
  *5. 창고 안에 소방시설로 총중량 6㎏ 이상의 분말소화기를 설치할 것
```

서류는 제1항의 규정에 의한 보관창고 또는 견고한 서류함 안에 보존하여야 한다. 다만, 필요한 경우에는 법무부장관이 지정하는 은행에 보관할 수 있다.
출처: 법제처

## 공증사무소에서 구비하여야 할 용품
- 서류보관창고(공증서류의 보관 참조)

-공증사무소에서 구비하여야 할 장부
- 인증부

- 접수부

- 확정일자부

- 공정증서원본철

- 사서증서인증서사본철

- 정관인증서철

- 거절증서등본연철장

- 신청서철

- 계산서철 및 면식부

- 공증사무소의 규약철 또는 정관철

- 보조자신고철

- 공증업무처리현황보고서철 및 공증서류 검열부등

위 장부는 공증인법에 의거 일정기간동안 보존후 기간이 만료되면 폐기목록작성시 포함시켜 소속 지방검찰청검사장에게 신고하여 폐기한다.
-그 밖에 물품
- 확정일자 도장

- 원본대조필, 사본 도장

- 영수증

- 컴퓨터 (문서작성용), 프린트

- 공증서류, 장부등의 보관시 필요한 화일

## 공증사무소 해산의 경우
공증사무소, 공증인가가 만일 해산할 경우 공증사무소, 공증인가에서 보관한 서류는 다른 공증사무소, 공증인가로 이동된다. 만일 공증을 받은 사무소, 인가가 해산한 경우 대한공증인협회에 문의하여 등부번호를 조회하면 보관하는 공증사무소, 공증인가를 알 수 있다. 이동된 서류를 보관하고 있는 공증사무소, 공증인가에서 공증서류를 발급받거나 집행문 부여가 가능하다. 